# Villa Ferri (Neapel)
Die Villa Ferri ist ein rationalistisches Landhaus aus den 1940er-Jahren im Viertel Posillipo von Neapel in der italienischen Region Kampanien. Es liegt in der Via Nevio, 26 entlang einer Kurve der Straße.

## Geschichte und Beschreibung
Die Architekten des Hauses waren Luigi Cosenza und Francesco della Sala; sie planten die Villa 1946–1947 dem Kurvenverlauf der Straße folgend. Das Landhaus besteht aus einem Untergeschoss, das ursprünglich zahlreiche Öffnungen hatte, und aus einem zweistöckigen, prismatischen Baukörper, der sich nach Süden wendet. Der Bau folgt streng dem rationalistischen Stil, wie es für die Architektur der beiden Planer typisch ist.
Ende des 20. Jahrhunderts ließen die damaligen Eigentümer zahlreiche Veränderungen anbringen, die die geometrische Form der Baukörper veränderten, anders als es die Licht-Schatten-Kombination der ursprünglichen Planer vorsah; z. B. ließen sie die Öffnungen im Untergeschoss verschließen.